# Кирилло-Кармасан
Кирилло-Кармасан (баш. Кирилл-Ҡармасан) — деревня в Благоварском районе Республики Башкортостан Российской Федерации. Входит в состав Благоварского сельсовета. 

## География

### Географическое положение
Находится на правом берегу реки Кармасан.
Расстояние до:
- районного центра (Языково): 9 км,
- центра сельсовета (Благовар): 8 км,
- ближайшей ж/д станции (Благовар): 8 км.

## Население
| 2002 | 2009 | 2010 |
| ---- | ---- | ---- |
| 3    | ↗4   | ↘2   |

Согласно переписи 2002 года, преобладающая национальность — русские (100 %).